# HD-ETO
HD-ETO или HD-Eto — (H)igh (D)ose (ETO)poside — принятый в онкогематологии акроним (аббревиатура) для режима химиотерапии с применением высокодозного этопозида. Часто HD-ETO используется как последний элемент последовательности при последовательной высокодозной химиотерапии при терапии рецидивов агрессивных лимфом, лимфогранулематоза. Предыдущими элементами последовательности обычно бывают HD-CYC, HD-MTX и HDAC.
В комбинации с ритуксимабом этот режим называется R-HD-ETO или R-HD-Eto.

## Режим дозирования
| Препарат   | Доза             | Путь введения        |
| ---------- | ---------------- | -------------------- |
| Ритуксимаб | 375 мг/м2        | Внутривенная инфузия |
| Этопозид   | ~1000-2000 мг/м2 | Внутривенная инфузия |